# Euagrus guatemalensis
Euagrus guatemalensis is een spinnensoort in de taxonomische indeling van de Dipluridae.
Het dier behoort tot het geslacht Euagrus. De wetenschappelijke naam van de soort werd voor het eerst geldig gepubliceerd in 1897 door Octavius Pickard-Cambridge.